# Société du chemin de fer de Marle à Montcornet
La Société du chemin de fer de Marle à Montcornet est créée en 1901 pour construire et exploiter un chemin de fer secondaire à voie normale entre ces deux villes du département de l'Aisne.

La Compagnie des Chemins de fer de Marle à Montcornet dont les administrateurs sont MM. Ch. Gentillez agriculteur, conseiller général de l'Aisne demeurant à Voyenne, Fernand Malézieux, minotier demeurant à Thiernu, Albert Delamé, propriétaire, demeurant à Bosmont  s'est vu confier l'exploitation de la Ligne de Marle à Montcornet par la loi déclarant d'utilité publique l'établissement d'un chemin de fer d'intérêt local à voie normale de Marle à Montcornet avec embranchement sur la sucrerie de Marle parue au Journal officiel le samedi 21 janvier 1905 

Cette loi, dont le texte est consultable sur le site de la Bibliothèque Nationale  , définit de manière très précise les modalités de création de cette ligne: les dates, le tracé, les gares, les prix, le matériel, le nombre de trains, , etc.

Avec le déclassement de la ligne le 11 mars 1960, elle est absorbée le 29 février de la même année, par la Compagnie des chemins de fer secondaires du Nord-Est et la Compagnie des chemins de fer secondaires (CFS) pour former une nouvelle société nommée Compagnie des chemins de fer secondaires et transports automobiles (CFSTA),
La loi déclarant d'utilité publique l'établissement d'un chemin de fer d'intérêt local à voie normale de Marle à Montcornet avec embranchement sur la sucrerie de Marle est parue au Journal officiel le samedi 21 janvier 1905 

Cette loi, dont le texte est consultable sur le site de la Bibliothèque Nationale  , définit de manière très précise les modalités de création de cette ligne: les dates, le tracé, les gares, les prix, le matériel, le nombre de trains, , etc.

Le département de l'Aisne construira la ligne à ses frais et en fera la remise à la Compagnie des Chemins de fer de Marle à Montcorntet dont les administrateurs sont MM. Ch .Gentillez agriculteur, conseiller général de l'Aisne demeurant à Voyenne, Fernand Malézieux, minotier demeurant à Thiernu, Albert Delamé, propriétaire, demeurant à Bosmont .

## La ligne
- Marle-sur-Serre - Montcornet : (20,103 km chaînage officiel), ouverture  1907, fermeture  1959